# Grande famine de 1315-1317
La grande famine de 1315-1317 est une famine qui se déroule en Europe au Moyen Âge, de 1315 à 1317. Elle marque la fin de la période de croissance et de prospérité du XIe siècle au XIIIe siècle.

## Durée
Les périodes de sécheresse alternant avec des pluies abondantes entre 1309 et 1315 ont provoqué une grave crise dans la production agricole de vastes régions du nord de l’Italie, telles que le Piémont, la Lombardie et l’Émilie. En Angleterre, elle se serait même prolongée jusqu'en 1322,. C'est la première grande famine à l'échelle du continent depuis l'an mil. Elle est liée à  des pluies excessives qui ont débuté dès l'été 1314 et qui ont été quasiment ininterrompues entre le printemps 1315 et l'automne 1316.

## Impacts

### Conséquences sur la production
La production céréalière chute brutalement, à un niveau qui rend impossible de nourrir les populations, qui avaient augmenté aux siècles précédents. Cette grande famine est mentionnée par tous les grands chroniqueurs de l'époque comme Gilles Le Muisit à Tournai ou Jean de Venette à Paris, qui insistent sur le nombre de morts.

### Conséquences démographiques
Pour de nombreux historiens, elle signe la fin de la croissance démographique du XIe au XIIIe siècle. Le nombre de morts est difficile à évaluer. À l'époque, on compte en feux fiscaux et non pas en nombre d'habitants. Dans les grandes villes de Flandre (Bruges, Tournai, Ypres) pour lesquelles on a des relevés précis, l'estimation est de cinq et dix pour cent de décès. L'Europe comptant à l'époque près de 73 millions d'habitants, il semble probable que cette crise frumentaire ait causé plusieurs millions de morts.

### Sources et bibliographie